# Théoric (magazine)
Pour les articles homonymes, voir Théoric.
Théoric est apparu en avril 1984 (par scission de Micr'Oric). Il s'agit d'un magazine français entièrement consacré au micro-ordinateurs Oric, à vocation généraliste: information sur le matériel, le logiciel embarqué (ROM), guide de programmation et critique sur les logiciels du marché, utilitaires comme ludiques.
Rapidement, le magazine s'impose comme une référence sur son sujet,.

## Historique
Le magazine connaît des débuts très comparables au magazine Tilt (davantage centré sur les jeux vidéo), adoptant le même alignement tarifaire.
- Le premier numéro paraît en avril 1984 (le magazine est alors bimestriel), au prix de 20 francs. Il est composé de 60 pages.
- Son prix augmente avec le no 4 pour 30 francs (le numéro Hors Série de août-septembre 1985 sera vendu 25 francs.
- Le magazine devient mensuel à partir du no 5 (février 1985).
- En Septembre 1987[3],[Note 1], le magazine annonce des ventes en baisse de 50% par rapport à décembre 1986 et annonce qu'il lui faut encore 4000 abonnements pour se maintenir l'année suivante.